# Wolfgang Flür
Wolfgang Flür (n. 17 iulie 1947, Frankfurt am Main, Germania sub ocupație aliată) este un muzician german, cunoscut mai bine ca fost membru al trupei Kraftwerk (între 1973 - 1987), cântând la dobele electronice.
Înainte de Kraftwerk, Flur a făcut parte din trupa "The Spirits Of Sound" (tot ca doboșar).
Flur este acum membrul fondator al trupei "Yamo", care a scos un album în 1997, intitulat "Time Pie".
De asemenea, Flur a lansat și o biografie, publicată în anul 2000, numită "I Was The Robot" (Am Fost Robotul). Cartea arată munca trupei Kraftwerk încă de la începuturi.
Recent, Flur a fost văzut mixând ca DJ în cluburi, muzică house și electro.